# Doris Prohaska
Doris Prohaska (* 3. April 1966 in Oberwart) ist eine österreichische Hauptschullehrerin und Politikerin (SPÖ). Prohaska ist seit 2005 Abgeordnete zum Burgenländischen Landtag.

## Leben
Prohaska besuchte nach der Volksschule in Kleinpetersdorf das Bundesgymnasium Oberschützen und absolvierte nach der Matura die Pädagogische Akademie Ettenreichgasse in Wien. Sie legte die Lehramtsprüfung für Englisch, Geografie und Wirtschaftskunde sowie römisch-katholische Religion ab und ist seit 1989 als Lehrerin an der Hauptschule Kohfidisch. Prohaska holte 2001 die Lehramtsprüfung für Französisch an der Pädagogischen Akademie in Eisenstadt nach.  Prohaska lebt in Kleinzicken.

## Politik
Bereits Prohaskas Eltern waren stark in der SPÖ engagiert. Sie arbeitete als Jugendliche in der Sozialistischen Jugend Burgenland mit und engagierte sich in der Frauenarbeit. Prohaska ist Ortsfrauenvorsitzende der SPÖ in Kleinzicken und seit 1997 SPÖ-Bezirksfrauenvorsitzende im Bezirk Oberwart. 2002 zog sie in den Gemeinderat von Großpetersdorf ein. Seit dem 25. Oktober 2005 ist sie Abgeordnete zum Burgenländischen Landtag. Sie ist Bereichsprecherin für Bildung (Schulen, Aus- und Weiterbildung, Fachhochschulen) im SPÖ-Landtagsklub. 
Prohaska ist Mitglied des Landesparteivorstandes, Personalvertreterin der Sektion Pflichtschullehrer/FSG und Vorstandsmitglied der Sozialdemokratischen Lehrer Österreichs im Bezirk Oberwart.
Bis 17. Oktober 2019 saß sie auf einem Landesmandat im Landtag. Mit dem Wechsel von Christian Drobits in den Nationalrat übernahm Prohaska dessen Bezirksmandat, das Landesmandat von Prohaska ging an Elisabeth Böhm.